# Przytoczna (przystanek kolejowy)
Przytoczna (niem. Prittisch Bahnhof) – przystanek kolejowy w Przytocznej, w województwie lubuskim, w Polsce.